# 水晶瀑布 (昆士兰州)
水晶瀑布（Crystal Cascades）是澳大利亚昆士兰州北部的一个瀑布，位于凯恩斯以西的雷德林奇（Redlynch）山谷淡水溪（Freshwater Creek）上游相对未受破坏的部分，在雷德林奇山谷有许多瀑布和水潭深受当地人和游客的欢迎。最大的水潭位于陡峭的悬崖边，当地人和游客爬上悬崖，跳入相邻的深水潭。悬崖最著名的部分被称为“无所畏惧”（No Fear）。2014年，一名18岁的男子在禁区游泳时滑过瀑布边缘，未能浮出水面，溺水身亡。